# Cahoots (película)
Cahoots es una película estadounidense del género drama de 2001, dirigida por Dirk Benedict, que a su vez la escribió, musicalizada por Reg Powell, a cargo de la fotografía estuvo Zoran Hochstätter y los protagonistas son Keith Carradine, David Keith y Wendie Malick, entre otros. Este largometraje fue producido por Chewing School y Den Pictures Inc.; se estrenó el 5 de febrero de 2001.

## Sinopsis
Trata acerca de dos hombres que cuando eran adolescentes eran “mejores amigos”, ahora, luego de años sin verse, se vuelven a poner en contacto.